# Chronica Gallica van 452
De Chronica Gallica van 452, ook wel de Gallische kroniek van 452 genoemd, is een Latijns geschrift uit de Late oudheid, in de vorm van annalen, die een voortzetting zijn van de Chronica van Hiëronymus.
De kroniek begint in 379 met de verheffing van Theodosius I tot medekeizer en eindigt met de aanval van Attila, de koning van de Hunnen, op Italië in 452. De inhoud richt zich voornamelijk op gebeurtenissen die in die tijd plaatsvonden in Gallië, terwijl voorvallen in het oostelijke deel van het rijk weinig aandacht krijgen. Het is het oudste bewaarde historische werk uit Gallië. De plaats van herkomst is echter controversieel, maar was hoogstwaarschijnlijk ergens in de Rhône-vallei of, zoals sommigen suggereren, specifiek de stad Marseille.